# Derek Loville
(en) Statistiques sur pro-football-reference
Derek Kevin Loville, né le 4 juillet 1968 à San Francisco (Californie), est un joueur de football américain ayant évolué comme running back.

## Carrière

### Universitaire
Il étudia à l'université d'Oregon, jouant au football américain dans les Ducks de l'Oregon. Loville ne fut jamais drafté.

### Professionnelle
Il joua deux saisons aux Seahawks de Seattle puis ne joua pas une saison avant d'en faire trois aux 49ers de San Francisco avec lesquels il remporte le Super Bowl XXIX. Enfin, à partir de 1997, il passe deux saisons aux Broncos de Denver remportant deux nouveaux Super Bowls, le XXXII et le XXXIII.